# متحف العلا والمركز الثقافي
متحف العلا والمركز الثقافي يقع في محافظة العلا بمحافظة المدينة المنورة على أرض مساحتها 16,000 متر مربع، علما بأن كلا المبنيين يقعان ضمن خطة تطوير عملاقة للمنطقة المحيطة على مساحة 500 الف متر مربع وتشمل إنشاء فندق أثلب الصحراوي وعدة خدمات أخرى متكاملة. وسيقف المتحف بجانب جميع الاستثمارات الأخرى بالمنطقة كمساهمات حكومية لإنعاش قطاع السياحة ضمن مبادرات رؤية السعودية 2030 وتعمل الهيئة مع جهات حكومية وخاصة لتحقيق هذه المشاريع.

## عمارة المتحف
نفّذ مكتب «كيتيل كوليكتيف» ومقره إدنبرة في اسكتلندا تصميم المشروع، وقد استوحيت الفكرة المعمارية من البيئة الجيولوجية المميزة لمنطقة العلا فهي تشتهر بالأراضي الخصبة ووفرة الموارد المائية ومزارع عديدة ومحاطة بجبال مخروطية الشكل من الشرق والغرب والمتكونة من صخور رملية وتعتبر جبال العلا امتدادا طبيعيا لسلسلة جبال السروات.
يتخذ شكل المبنيين هيئة جبلين متعاكسين بلون برتقالي داكن محاط بمسطحات خضراء، حيث أراد المعماري انسجام المشروع مع المنطقة. ويغلف المبنيين شريحة عملاقة من الزجاج والمكسوة بنقوش لحيانية تعمل كمشربيات لتمكين الزوار من الاتصال البصري والنفسي المستمر بين مقتنيات المتحف وربطها بالسياق التاريخي للمنطقة.

## معروضات المتحف
يعرض المشروع مقتنيات أثرية ترجع إلى حضارات متعاقبة ماقبل التاريخ وتشمل الثمودية واللحيانية والنبطية. وسيعرض المتحف أثار عديدة لأول مرة بالسعودية منها ثلاثه تماثيل كبيرة ترجع إلى مملكة دادان بالخريبة والتي أكشفت حديثا وشاركت في معرض روائع الآثار السعودية حول العالم.
كما أن هناك أقسام أخرى في المشروع تحتوي على مكتبة تحتضن مراجع متنوعة لتاريخ العلا بالإضافة إلى قسم للدراسات والبحوث ذات العلاقة.